# Ahl Oued Za
Ahl Oued Za (àrab أهل وادزا) és una comuna rural de la província de Taourirt de la regió de L'Oriental. Segons el cens de 2014 tenia una població total de 11.931 persones.